# Parque nacional Van Vihar
El parque nacional de Van Vihar es un parque nacional de la India, en el estado de Madhya Pradesh. Se encuentra en Bhopal, la capital de Madhya Pradesh. Fue declarada parque nacional en 1983, y se extiende por una superficie de alrededor de 4,45 km². Aunque tiene el estatus de parque nacional, Van Vihar está desarrollado y administrado como un moderno parque zoológico, siguiendo las líneas de la Autoridad central de zoos. Los animales son mantenidos en un hábitat casi natural. La mayor parte de los animales son bien huérfanos traídos aquí de diversas partes del estado o bien otros que se han intercambiado con otros zoos. No hay animales capturados deliberadamente en el bosque. Van Vihar es único debido a que permite un acceso fácil a los visitantes a lo largo de una carretera que pasa por el parque, los animales están a salvo de los furtivos por muros y trincheras construidos en el parque, vallas de cadenas y proporcionando un hábitat natural a los animales. 

## Biodiversidad

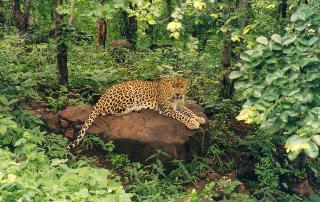
Leopardo en el parque nacional Van Vihar.

Van Vihar clasifica los animales en dos categorías: cautivos y herbívoros. Todos los animales carnívoros son mantenidos en recintos cerrados y a los herbívoros se les permite vagar libremente. 

### Cautivos
Se mantienen en cautividad animales como el tigre de Bengala, león asiático, oso, hiena, cocodrilo de las marismas, gavial o gavial del Ganges, serpientes, pitón de la India etc., en un sistema de corral y cercados en línea con el concepto moderno de la administración de un zoo conforme a las normas de la Autoridad central de zoos. Todos los felinos y las hienas se alimentan con carne de búfalo, de carnero y aves de corral. A los osos se les proporciona leche, hortalizas y frutas para que tengan una dieta equilibrada.

### Herbívoros

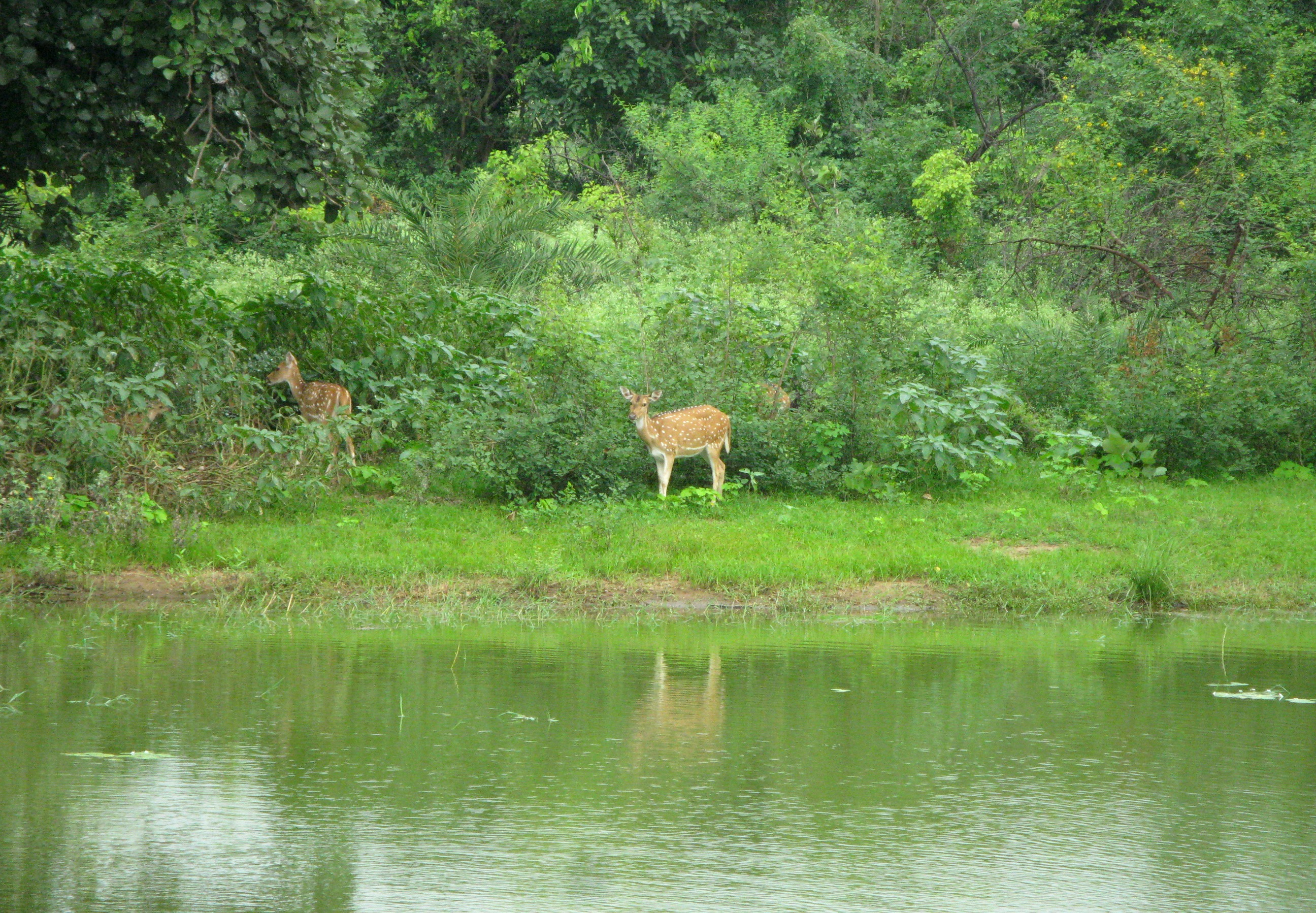
Un chital fotografiado en este parque.

Animales que forrajean libremente son el chital, el sambar, sasin, nilgó, etc. son rasgos únicos de Van Vihar. No hay recintos para ellos salvo los límites exteriores de Van Vihar. Normalmente, la hierba y otras especies de plantas que crecen en Van Vihar son suficiente para estos herbívoros. Sin embargo, en el verano, cuando la hierba es escasa, se les da como suplemento heno verde producido en la granja y cáscara de trigo adquirida en el mercado. 
Van Vihar también conserva animales que pertenecen a especies amenazadas.

### Aves
La selva del parque ofrece un hábitat ideal para una serie de aves. Hasta la fecha, se han identificado doscientas especies de aves en diferentes partes de Van Vihar. Grandes números de aves frecuentan este parque, especialmente en el invierno las aves acuáticas migratorias se juntan en gran número en el amplio humedal de un gran lago. En los años 2010, el parque desarrolló un centro de crianza de buitres que inicialmente se centró en restaurar la población de buitre dorsiblanco bengalí (Gyps bengalensis), y buitre indio (Gyps indicus).
El parque es también el refugio de una variedad de mariposas e insectos.